# Ceratophygadeuon taeniatus
Ceratophygadeuon taeniatus är en stekelart som beskrevs av Henry Lorenz Viereck 1924. Ceratophygadeuon taeniatus ingår i släktet Ceratophygadeuon och familjen brokparasitsteklar. Arten är reproducerande i Sverige. Inga underarter finns listade i Catalogue of Life.